# Murray Salem
Murray Salem (12. ledna 1950, Cleveland – 6. ledna 1998, Los Angeles) byl americký televizní a filmový herec a scenárista. Herecky debutoval v roce 1977 v televizní minisérii Ježíš Nazaretský, v níž ztvárnil apoštola Šimona Kananejského. Hrál převážně v televizních filmech. V pozdější fázi své kariéry se stal scenáristou. Byl například autorem scénáře filmu Policajt ze školky z roku 1990, v němž si hlavní roli zahrál Arnold Schwarzenegger.
Zemřel šest dní před svými 48. narozeninami na komplikace spojené s onemocněním AIDS.